# Церква святого Миколая (Михайлівський Золотоверхий монастир)
Церква Св. Миколая  — православний храм Михайлівського Золотоверхого монастиря в Києві, збудований у 1855—1856 роках та зруйнований у 1935—1936 роках.

## Історія
Вперше церква при корпусі настоятеля виникла при його побудові 1785 року. Первісно дерев'яна одноповерхова будівля 1832 року надбудована і храм було освяченно в честь святителя Миколая.
Інше джерело зазначає, що дерев'яний одноповерховий будинок настоятельських покоїв із домовою Миколаївською церквою при них заклав 1800 року настоятель монастиря преосвященний Феофан (Шиянов), єпископ Чигиринський.
У середині XIX ст. було складено проєкт побудови нового, мурованого насоятельського корпусу. Перші проєкти були складені П. Спарро та К. Скаржинським (1848 та 1849 роки).
Остаточний проєкт Спарро було затверджено 1855 року. Вже 7 жовтня 1856 року у новоспорудженому корпусі було освячено церкву Св. Миколая.
Двоповерхову Миколаївську церкву у ньому настоятель монастиря єпископ Віталій розширив за проєктом київського міського архітектора В. М. Ніколаєва шляхом прибудови до її північної стіни бічного вівтаря в ім'я св. Преображення Господнього (1884 рік) і добудови до неї бані і дзвіниці (1885—1886 роки). Освячення оновленого храму відбулося 25 жовтня 1886 року.
У ньому на тимчасовому зберіганні перебували мощі св. великомучениці Варвари, перенесені сюди із Михайлівського собору, коли у ньому упродовж 1887—1888 років виконувалися ремонтні роботи.
Чергового оновлення, пов'язаного із покращанням природного освітлення та позолоченням бані Миколаївська церква зазнала наприкінці XIX століття, її в черговий раз освятили 2 серпня 1898 року.
Радянська влада 1927 року храм закрила, а келії настоятеля пристосувала під клуб для пролетарського студентства.
У 1935–1936 роках настоятельський корпус і церкву було знищено.
Цю церкву єдину не було відновлено під час відбудови Михайлівського Золотоверхого собору.